# Ezzelino II. da Romano
Ezzelino II. da Romano, genannt „il Monaco“ (der Mönch), (* um 1150; † 1235) ursprünglich Ezzelino da Onara, nannte sich ab 1200 „da Romano“, war ein italienischer Adliger, der in Norditalien die Reichslehen Onara, Romano d’Ezzelino, Bassano del Grappa und Godego besaß und an der Wende vom 12. zum 13. Jahrhundert als Feldherr militärische und als Podestà politische Funktionen in Treviso, Vicenza und Verona ausübte. Bemerkenswert war er als Vater des Ezzelino III. da Romano (* 1194, † 1259), der als tyrannischer kaiserlicher Statthalter der Mark Verona in die Geschichte einging.

## Herkunft
Die Familie, die sich ursprünglich nach ihrem Stammsitz Onara (heute Teil der Gemeinde Tombolo in der Provinz Padua) „da Onara“ nannte, leitet sich der Tradition nach von einem Arpone ab, der in Deutschland nach salischem – d. h. fränkischem – Recht lebte. Urkundlich fassbar ist dessen Sohn, Ecelo di Arpone († nach 1091), der mit dem Heer des Kaisers Konrad II. (1027–1039) nach Italien gekommen war und von diesem um 1035 mit den Burgen und Herrschaften Onara und Romano (heute Romano d’Ezzelino, das am Abhang des Monte Grappa in der Provinz Vicenza liegt und bis heute das Wappen der Ezzelini als Gemeindewappen führt) belehnt wurde. Vom Bischof von Vicenza wurde er in der Folge mit der Herrschaft Bassano belehnt, wo noch heute das auf die Familie zurückgehende „Castello degli Ezzelini“ gezeigt wird. Ecelo heiratete Gisela, eine italienische Adlige langobardischer Herkunft.
Der Vater von Ezzelino II. war Ezzelino I. da Onara, genannt „il Balbo“ (der Kahle) († nach 1182), der Burgherr zu Onara, Romano, Bassano del Grappa und Godego war. Wegen seines Ansehens wurde er zum Podestà von Vicenza und von Treviso gewählt und fungierte als überzeugter Guelfe 1173 und 1173 Rektor der 1167 gegründeten Lombardischen Liga (Lega Lombarda) gegen Kaiser Friedrich I. „Barbarossa“ (1155–1190).
Die Mutter von Ezzelino II. war Auria von Baone, eine Tochter des Riccardo aus dem Haus der Grafen von Baone (Liegt am südseitigen Abhang der „Colli Euganei“ der „Euganeischen Hügel“ in der Provinz Padua).

## Leben
Ezzelino II. wurde nicht als ältester Sohn seiner Eltern geboren, sondern hatte einen älteren Bruder namens Giovanni. Da dieser früh verstarb, folgte Ezzelino II. auf seinen Vater Ezzelino I. in den ererbten Besitzungen Onara, Romano, Bassano und Godego.
Ezzelino lebte in einer Zeit, wo die Macht des Herrschers von Norditalien – des römischen Königs bzw. Kaisers durch Abwesenheit oft nur eine theoretische war und wo auch die näher gelegene Macht der Bischöfe in Frage gestellt und durch die aufkommende Bürgerbewegung zunehmend beeinträchtigt wurde, der es vielfach gelang, freie Gemeinden zu gründen. Dadurch konnten sich die am Land in ihren Burgen angesessenen regionalen Adelsfamilien auch in den Städten größeren Einfluss sichern. Dies war daher auch das Bestreben der Ezzelini, die bemüht waren ihren Einfluss in den regionalen Städten durch Übernahme politischer Ämter, wie das eines Podestà, zu verstärken. Die Burgen der Ezzelini unterstanden formal der Regierung von Vicenza, weshalb sie mit anderen dort vertretenen mächtigen Familien – etwa mit den Grafen Maltraversi oden den da Breganze – um Einfluss und Macht rangen. Der Einfluss der Ezzelini erstreckte sich jedoch auch auf Padua und auf Verona, wo sie gleichfalls versuchten, ihren Einfluss durch Übernahme militärischer oder ziviler Funktionen zu verstärken.
Ezzelino II. war ein streitbarer Herr, da er u. a. wegen verschiedener Ländereien 1182 in Konflikt mit den Mönchen der Abtei Sesto al Reghena geriet, die weit abgelegen von seinem eigentlichen Herrschaftsbereich, südlich von Pordenone in der heutigen Region Friaul-Julisch Venetien liegt. Diese wandten sich an den Patriarchen von Grado Giovanni VIII. Signolo, der Ezzelino zur Strafe exkommunizierte. Der Streit zog sich viele Jahre hin, wurde schließlich Papst Innozenz III. (1198–1216) vorgelegt, der die Exkommunikation aufhob und den Patriarchen von Aquileia Pellegrino II. von Ortenburg (1195–1204) beauftragte, den Streit zu schlichten. Dieser dürfte den Disput schließlich erfolgreich verglichen haben, da hierüber keine weiteren Nachrichten vorliegen.
Von 1191 bis 1193 war Ezzelino II. Podestà von Treviso und anschließend ab 1193 Podestà der Stadt Vicenza. Ezzelino folgte damit der Tradition seines Vaters, den Einfluss der Familie durch die Übernahme von Regierungsfunktionen in den wichtigen Städten der Region zu verstärken.
Die Rivalität zwischen den norditalienischen Städten hatte zu Ezzelinos Zeit auch fatale Folgen für ihn selbst, da 1199 der Stammsitz der Familie, die Burg der Ezzelini zu Onara, von Streitkräften der Stadt Padua konfisziert und zerstört wurde, nachdem er es gewagt hatte, in einem Konflikt ohne Zustimmung von Padua einen Separatfrieden mit Vicenza abzuschließen. Darauf beschloss Ezzelino II. den Familiensitz nicht mehr aufzubauen, sondern diesen nach Romano zu verlegen, das heute Romano d’Ezzelino heißt. Die Familie war ab diesem Zeitpunkt nicht mehr als Ezzelini da Onara, sondern unter dem neuen Namen Ezzelini da Romano bekannt.
Im Jahre 1200 wurde er zum Podestà der Stadt Verona gewählt und 1211 neuerlich zum Podestà von Vicenza bestellt, was zeigt, dass er in der Region großes Ansehen besaß.
Seine positive Einstellung zur Kirche zeigte Ezzelino durch die Förderung des Klosters, Santa Croce di Campese (im Tal des sogenannten „Canale di Brenta“ in der Provinz Vicenza). Dieses war von Pontius von Melgueil, der von 1109 bis 1122 der siebente Abt des berühmten Klosters von Cluny war im Jahre 1124 gegründet worden, wobei diese Stiftung von den Ezzelini reich mit Gütern ausgestattet wurde und seitdem als Grablege der Familie diente. So übertrug Ezzelino II. am 20. September 1202 dem Prior des Klosters Santa Croce zahlreiche Lehen in Angarano und in Foza, schlichtete 1204 einen Streit zwischen dem Kloster und der der Gemeinde Angarano (bei Bassano del Grappa) und schenkte dem Kloster am 22. November 1221 die Kirche von Santo Spiritu von Oliero (heute Teil der Gemeinde Valbrenta in der Provinz Vicenza).
Zu seiner Zeit wurde in seinem Herrschaftsbereich, in Bassano del Grappa, im Jahre 1208 eine der bekanntesten Brücken Italiens erstmals urkundlich erwähnt und daher wohl kurz zuvor in seinem Auftrag erbaut: der ganz aus Holz errichtete Ponte Vecchio oder Ponte degli Alpini, der bei Bassano den Fluss Brenta überquert. Die heute erhaltene Konstruktion – die weiterhin ganz aus Holz errichtet wurde – geht jedoch auf einen neueren Plan zurück, der von keinem Geringeren als von dem berühmten Architekten Andrea Palladio entworfen wurde.
Seine militärischen Qualitäten konnte Ezzelino II. im Jahre 1212 beweisen, wo er sich nahe Verona den Truppen einer Koalition lombardischer Städte entgegenstellte, die unter der Führung von Azzo VI. d’Este († 1212), Podestà von Ferrara gegen ihn Krieg führte. Es gelang ihm, die Koalitionstruppen zu besiegen, wobei das Haupt derselben – Azzo d’Este – fiel. In der Folge kämpfte er als Verbündeter der Stadt Padua 1213 gegen die Markgrafen von Este und 1214 gegen die Republik Venedig.
Diese Bereitschaft Ezzelinos zu Streit und Kampf war jedoch verbunden mit einer tiefen Religiosität, sodass sich Ezzelino 1221 entschloss, den Rest seines Lebens als Mönch zu verbringen und daher in das Kloster von Oliero eintrat und von dort später in das „Hauskloster“ seiner Familie, Santa Croce di Campese, übertrat und die Verwaltung seiner Herrschaften und Güter seinen Söhnen Ezzelino III. und Alberico da Romano überließ. Dieser Entschluss trug ihm den Beinamen „il Monaco“ (der Mönch). Er starb im Kloster von Campese im Jahre 1235 und wurde dort begraben.

## Ehen und Nachkommen
Ezzelino II. war viermal verheiratet:
In erster Ehe mit Beatrice d’Este († 1167 an den Folgen einer Geburt). Sie war eine Tochter des Markgrafen Obizzo I. d’Este († 1193) und der Sofia da Lendinara.
In zweiter Ehe 1170 mit Speronella Dalesmanni (* 1149 in Padua, † 24. Dezember 1199), dank mehrfacher Ehen war sie Besitzerin bedeutender Lehen des Bistums Padua, die zwischen den Flüssen Brenta und Musone und von Curtarolo (in der Provinz Padua) bis zur Lagune von Venedig reichten. Sie war die Tochter von Dalesmanno und der Mabilia Dalesmanni. Speronella, die bereits 1163/64 Jacobino da Carrara geheiratet und sich von ihm geschieden hatte um den kaiserlichen Vikar von Padua, den Grafen Pagano zu heiraten, hatte inzwischen zwei andere Ehemänner gehabt, heiratete 1170 Ezzelino II. verließ aber bald auch ihn, um sich mit Olderico Fontana da Monselice zu verbinden, dem sie einen Sohn und eine Tochter gebar. Dante Alighieri erwähnt sie in der Göttlichen Komödie im 13. Gesang des Inferno 133–35.
In dritter Ehe war Ezzelino II. mit Cecilia einer Erbtochter des Manfredo Grafen von Baone und Abano verheiratet. Auch diese Ehe war nicht ganz unproblematisch, da Cecilia mit Gherardo da Camposanpiero verlobt war. Wegen des bedeutenden Erbes bewegte der Vater von Ezzelino – Ezzelino I. „il Balbo“ den Vormund der Braut, dieses Verlöbnis zu lösen und der Ehe mit seinem Sohn zuzustimmen. Dieses Manöver gelang, wodurch Ezzelino II. die reiche Erbin zur Frau bekam. Gherardo da Camposanpiero war jedoch nicht bereit, diese Niederlage hinzunehmen. Er nützte daher eine sich bietende Gelegenheit und vergewaltigte die ihm entgangene Ehefrau um sich damit an beiden – an Ezzelino und auch an Cecilia zu rächen. Dies hatte auch das von ihm gewünschte Ergebnis zur Folge, da Ezzelino kurz darauf Cecilia wegen dieses Zwischenfalles verstieß.
In vierter Ehe war Ezzelino II. schließlich ab 1184 mit Adelaida da Magnona, einer Tochter von Alberto IV. Graf von Mangona bei Prato und der Emilia Guidi aus dem Haus der Grafen Guidi verheiratet.
Kinder:
Aus erster Ehe stammt:
- Agnese, war mit Giacomo dei Guidotti verheiratet

Aus vierter Ehe stammen
- Palma († 1218) ⚭ 1207 Valpertino da Cavaso (Cavaso del Tomba)
- Palma Novella, verheiratet mit Alberto da Baone
- Ezzelino III. da Romano „il Terribile“ (der Schreckliche) (* 25. April 1194 in Onara bei Padua; † 27. September 1259 in Gefangenschaft im Castello Soncino bei Cremona, der berühmte Ghibelline und kaiserliche Vikar der Mark Verona und Herr (Tyrann) von Verona (1226–1233)
- Alberico II. da Romano († hingerichtet am 26. August 1260 zu Treviso), Podestà von Vicenza 1227 und Treviso 1240–1257) 1258 exkommuniziert.
- Emilia († nach 1289); heiratete 1207 Alberto dei Conti di Vicenza
- Sofia († nach 1260 in Ferrara) war in erster Ehe mit Heinrich II. Herren von Egna († um 1230) und in zweiter Ehe mit Salinguerra II. Torelli, Herren von Ferrara verheiratet.
- Kunizza (test. 3. November 1191), wird als Witwe Nonne in Florenz, beschenkt im Testament das Kloster Santa Croce di Campese, † in Florenz. Sie heiratete in erster Ehe Riccardo Graf von Sambonifacio († 1254 in Brescia), in zweiter Ehe Sordello Visconti, in dritter Ehe Bonio da Treviso, in vierter Ehe Rainerio von Breganze (in der Provinz Vicenza) und in fünfter Ehe einen unbekannten Adeligen.

Außerehelich aus der Beziehung zu Maria da Camposampiero, einer Schwester von Gherardo da Camposanpiero.
- Adelasia (* 1204)

Außerehelich aus anderer Beziehung:
- Ziramonte († 1255)